# كلود فلوري
كلود فلوري (بالفرنسية: Claude Fleury )‏ (و. 1640 – 1723 م) هو مؤرخ المسيحية، ومؤرخ، وكاتب، ومحامي فرنسي، ولد في باريس، كان عضوًا في أكاديمية اللغة الفرنسية (منذ 2 يوليو 1696)، توفي في باريس، عن عمر يناهز 83 عاماً.

## روابط خارجية
- كلود فلوري على موقع الموسوعة البريطانية (الإنجليزية)